# Fuerza Ancestral
Fuerza Ancestral es el tercer álbum de estudio del dúo mexicano de rock Reyno publicado el 28 de septiembre de 2018 por Universal Music.
El álbum a diferencia de su antecesor tiene un sonido más orgánico, con baterías un poco más eléctricas y sintetizadores más presentes, de este álbum se desprenden los sencillos Remi y Levedad, este último contó con un videoclip. 
Para la composición estuvieron involucrados Christian Jean y Pablo Cantú, rebotando ideas, conceptos, melodías y armonías, sin dejar de lado las temáticas que siempre han abordado, un tema existencial.
Fue producido por Reyno en conjunto con Luis López Valls y el productor inglés Phil Vinall quién ha trabajado con bandas como Zoé, Placebo, Pulp y Radiohead.

## Lista de canciones
| N.º   | Título                       | Duración |  |
| 1.    | «Horizonte»                  | 3:55     |  |
| 2.    | «Amor Lucido»                | 2:15     |  |
| 3.    | «Rayo De Luz»                | 4:01     |  |
| 4.    | «Remi»                       | 3:28     |  |
| 5.    | «Levedad»                    | 3:10     |  |
| 6.    | «No Te Vayas»                | 4:31     |  |
| 7.    | «Lejos»                      | 3:43     |  |
| 8.    | «Fuerza Ancestral»           | 4:23     |  |
| 9.    | «Hasta El Último Día»        | 4:04     |  |
| 10.   | «La Suma De Todas Las Cosas» | 4:17     |  |
| 37:50 |                              |          |  |

## Créditos
- Christian Jean - Voz principal, Guitarra, Bajo, Batería, Sintetizadores, Productor
- Pablo Cantú - Batería, Coros, Bajo, Piano, Sintetizadores, Voz principal en "No Te Vayas" Productor
- Phill Vinall -  Productor
- Luis López Valls - Productor